# Pes (jednotka)
Pes (lat. 2. pád pedis, česky stopa) byla stará délková jednotka a jednotka plošného obsahu užívaná ve starověkém Římě. Od této jednotky byly ale odvozeny i některé jednotky objemu resp. starověké duté míry.

## Přepočet

### Jednotka délky
- jeden pes (stopa) = 0,2957 metru nebo 0,2946 metru = 16 digitus (prst) = 12 uncia = 4 palmus (dlaň) = 4/3 palmus major = 4/5 palmipes = 2/3 cubitus (loket) = 2/5 gradus = 1/5 passus (krok) = 1/120 actus = 1/625 stadium = 1/5000 mille passus (míle, tisíc kroků)

### Jednotka plošného obsahu
- jeden pes čtvereční = jeden pes quadratus = 0,08744 metru čtverečního = 1/100 scripulum (decempeda) = 1/480 actus simplex = 1/3600 clima = 1/14400 actus quadratus (semiiugerum) = 1/28800 iugerum = 1/57600 heredicum = 1/5760000 centuria = 1/23040000 saltus

### Odvozené jednotky objemu
- jedna amphora = jeden pes cubicus (krychlová stopa) = asi 26,23 litru[1]